# USS Pasquotank (AOG-18)
USS Pasquotank (AOG-18) był amerykańskim tankowcem typu Mettawee z okresu II wojny światowej.
Stępkę jednostki, pod oznaczeniem MC hull 900 i nazwą "Tongue River", położono 13 sierpnia 1942 w stoczni East Coast Shipyard Inc. Bayonne (stan New Jersey). Zwodowano go 28 listopada 1942, otrzymał numer burtowy YOG–48. 25 marca 1943 otrzymał nazwę "Pasquotank" (AOG–18). Został nabyty przez US Navy 15 kwietnia 1943. Jednostka weszła do służby 26 sierpnia 1943, pierwszym dowódcą został Lt. Alford R. Norris USNR.

## Służba w czasie II wojny światowej
Po dziewiczym rejsie "Pasquotank" popłynął z portu nowojorskiego w konwoju na Arubę. Tam załadował produkty ropopochodne i przez Kanał Panamski udał się do Bora-Bora. Dotarł tam 3 grudnia 1943. Do lutego 1944 pływał pomiędzy Bora Bora, Fidżi, Nowymi Hebrydami i Salomonami przewożąc benzynę lotniczą i ropę. W marcu wyładowywał paliwo dla grup lotniczych marines na wysuniętych bazach w rejonie Torokina, w czasie gdy były one atakowane przez siły japońskie. W maju rozpoczął działania przewozowe na korzyść US Air Force, które atakowało Truk, Rabaul i Kavieng z Nissan Island i Treasury Islands.
W lipcu 1944 operował w rejonie Nowej Gwinei. W sierpniu rozpoczął okres siedmiu miesięcy służby jako baza paliwowa w Seeadler Harbor na Wyspach Admiralicji. Obsługiwał lotniskowce eskortowe i krążowniki. "Pasquotank" został zwolniony z tej służby 20 marca 1945 i odpłynął do Leyte.
Tam operował z bazy w San Pedro Bay do sierpnia obsługując małe jednostki pływające. W dniu zakończenia wal był w pobliżu Manus. We wrześniu zaopatrywał transportowce w zatoce Hollandia. Do San Pedro Bay wrócił w listopadzie.

## Wycofanie ze służby
Wrócił do San Francisco pod koniec grudnia 1945. Został wycofany ze służby w marcu 1946. Skreślony z listy jednostek floty 21 maja 1946. Przekazany Maritime Commission 1 lipca 1946. Służył jako SS "Tongue River" do złomowania w 1964.